# 52872 Okyrhoe
52872 Okyrhoe è un asteroide centauro. Scoperto nel 1998, presenta un'orbita caratterizzata da un semiasse maggiore pari a 8,3817924 UA e da un'eccentricità di 0,3080570, inclinata di 15,64135° rispetto all'eclittica.
L'asteroide è dedicato a Ociroe, figura della mitologia greca figlia del centauro Chirone.